# Arlette Torres
Pour les articles homonymes, voir Arlette et Torres.
Arlette Torres, née le 5 juillet 1977 à Caracas au Venezuela, est une actrice et mannequin vénézuélienne.

## Filmographie
- 1999 : Calypso (série télévisée, 3 épisodes) : Conny
- 2004 : La línea del olvido (court métrage) : Karina
- 2005 : Maroa : la policière
- 2005 : ¿Qué importa cuánto duran las pilas? (court métrage) : la reporter
- 2006 : Los días pasarán (court métrage) : l'assistante social
- 2007 : Sombras de diferentes arrugas (court métrage) : Leyre
- 2008 : A mi me gusta
- 2009 : Tritones, más allá de ningún sitio
- 2010 : Aída (série télévisée, 1 épisode) : Wendolín
- 2010 : La que se avecina (série télévisée, 1 épisode)
- 2011 : La pecera de Eva (série télévisée, 2 épisodes)
- 2011 : Hospital Central (série télévisée, 1 épisode) : Mariela
- 2011 : The Rumble of the Stones : Marisol
- 2011 : Los pájaros se van con la muerte
- 2011 : Cenizas eternas : Maroma
- 2011 : Memorias de un Soldado : Arcadia
- 2012 : Mitos y leyendas (série télévisée, 1 épisode) : Hera
- 2012 : Stamos okupa2 (série télévisée, 1 épisode)
- 2012 : My Straight Son : Valentina
- 2013 : Gris (court métrage)
- 2013 : Los secretos de Lucía (série télévisée, 1 épisode) : la princesse
- 2014 : Museo Coconut (série télévisée, 1 épisode) : Mélanie
- 2014 : Ciega a citas (es) (série télévisée, 9 épisodes) : Lucrecia Trujillo
- 2014 : Liz en Septiembre : Any
- 2017 : The Invisible Guardian : Inés Lorenzo, la mère de Johana
- 2017 : El secreto de Puente Viejo (série télévisée, 4 épisodes) : Dionisia
- 2017 : La tribu : Belén
- 2018 : ¡Oh Mamy Blue! : Marta
- 2019 : Terminator: Dark Fate
- 2020 : HIT : Patricia Gónzález[2]